# 真鼻龍屬

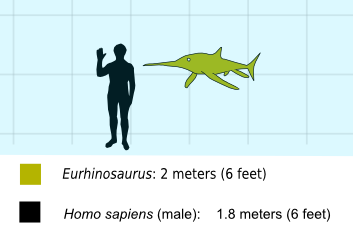
幼年真鼻龍與人類的體型相比圖

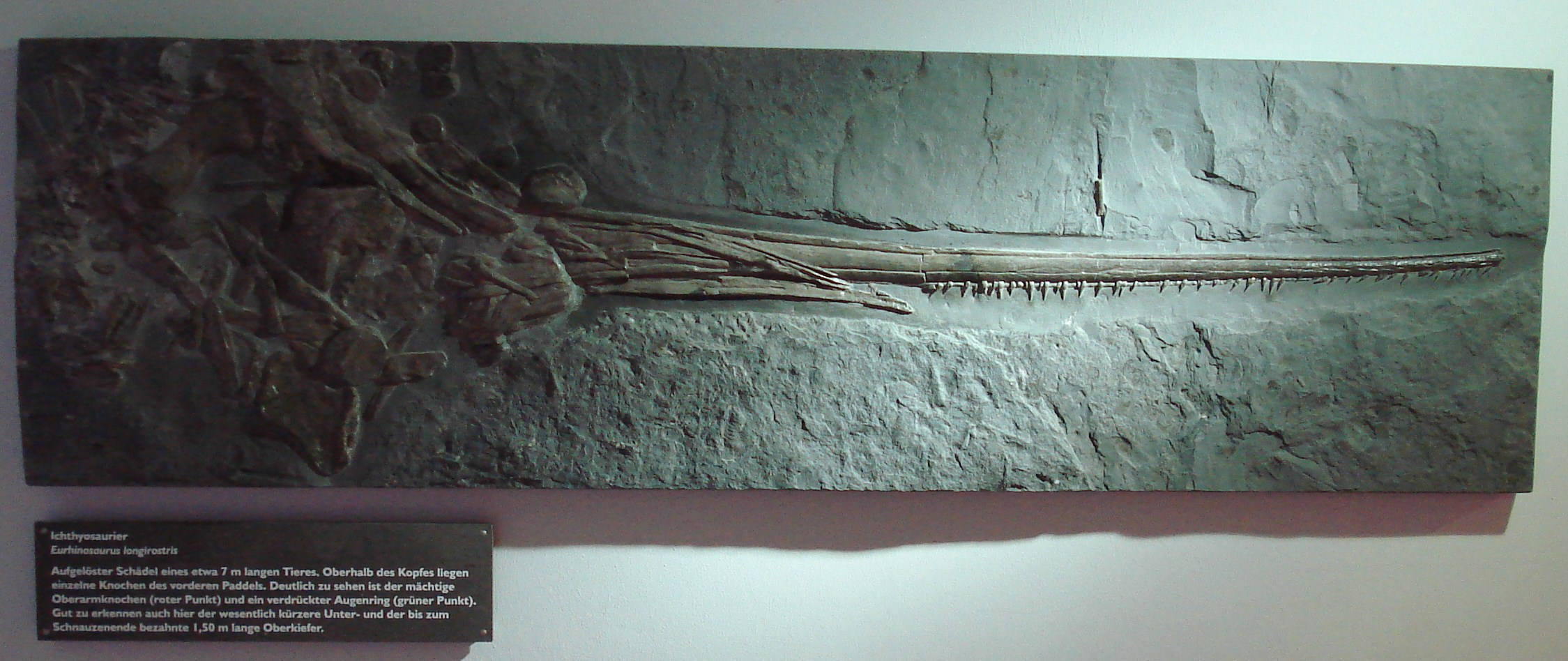
真鼻龍的頭顱骨

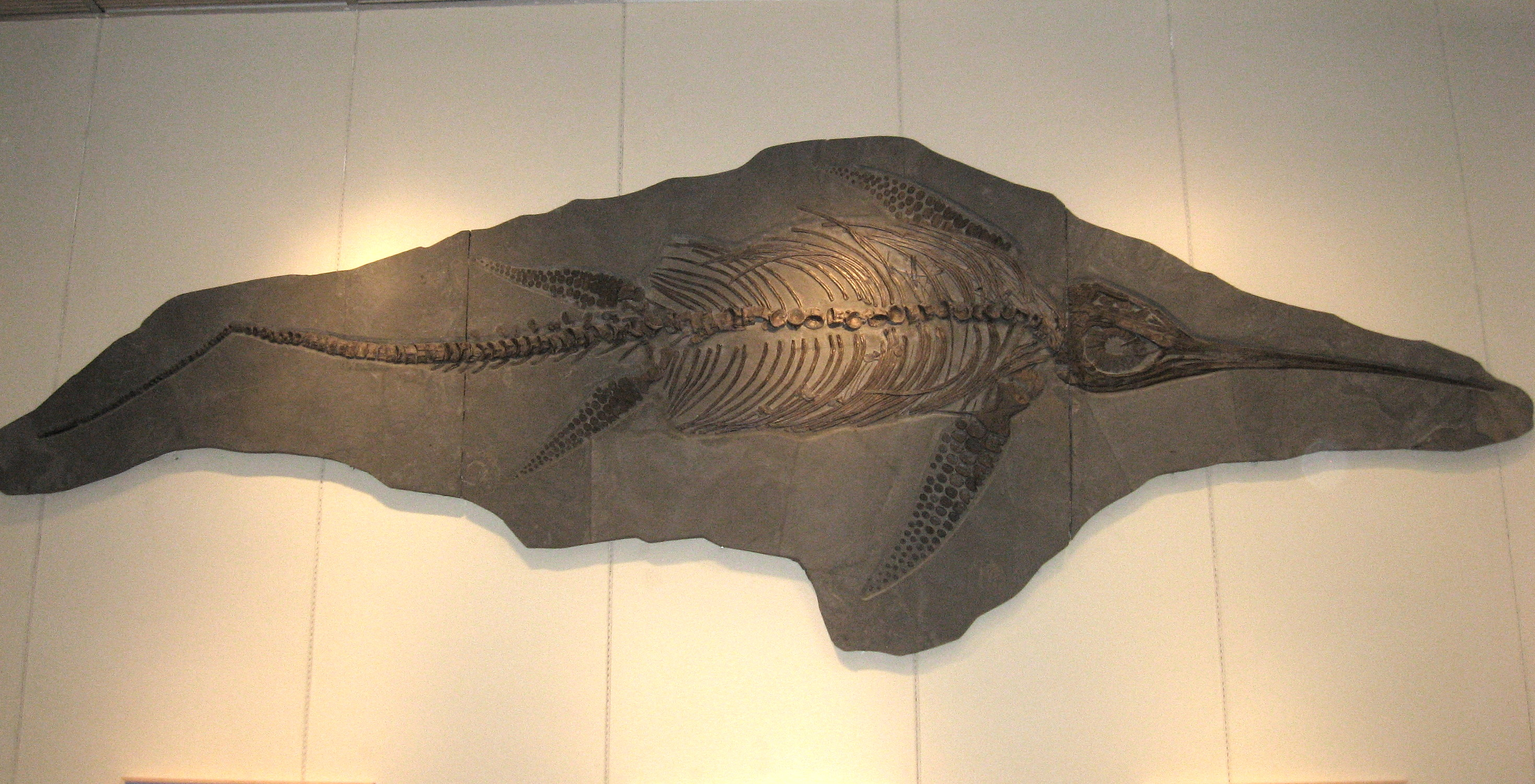
一個6.4公尺長的真鼻龍標本

真鼻龍屬（屬名：Eurhinosaurus）是雙孔亞綱魚龍目其中的一個屬，化石發現於英格蘭、荷蘭與比利時、德國、法國, 瑞士，地質年代為侏羅紀早期（托阿爾階）。真鼻龍是種大型魚龍類，身長超過6公尺。

## 古生物學
真鼻龍與其他魚龍類相似，擁有類似魚類的身體，包含背鰭、尾鰭與大的眼睛。不過真鼻龍的上頜的長度為下頜的兩倍，且兩側擁有尖銳的牙齒，類似鋸鰩科，而這個特徵與其他魚龍類完全不同。真鼻龍可能用上頜來搜尋海底的植物與甲殼類，主要使用上頜來揮動海床，類似鋸鰩科；也有可能是直接用上頜來攻擊獵物，類似劍魚、旗魚與馬林魚的方法。有趣的是，中新世的鯨魚劍吻古豚，也發展出類似的長吻。